# Karl Johann Neumann
Carl Neumann lub Karl Johann Heinrich Neumann (ur. 27 grudnia 1823 w Królewcu, zm. 29 czerwca 1880 we Wrocławiu) – historyk i geograf niemiecki pracujący na Uniwersytecie Wrocławskim. Autor dzieł historycznych i geograficznych.

## Dzieła[1]
- „Die Hellenen im Skythenlande” (1855)
- „Geschichte Roms während des Verfalles der Republik, vom Zeitalter des Scipio Aemilianus bis zum Ausgange der catilinarischen Verschwörung” (tom I 1881, tom II 1884)
- „Geschichte des Zeitalters der punischen Kriege” (1883).
- „Physikalische Geographie von Griechenland mit besonderer Rücksicht auf das Altertum” (1885)